# Mikołajewo (obwód brzeski)

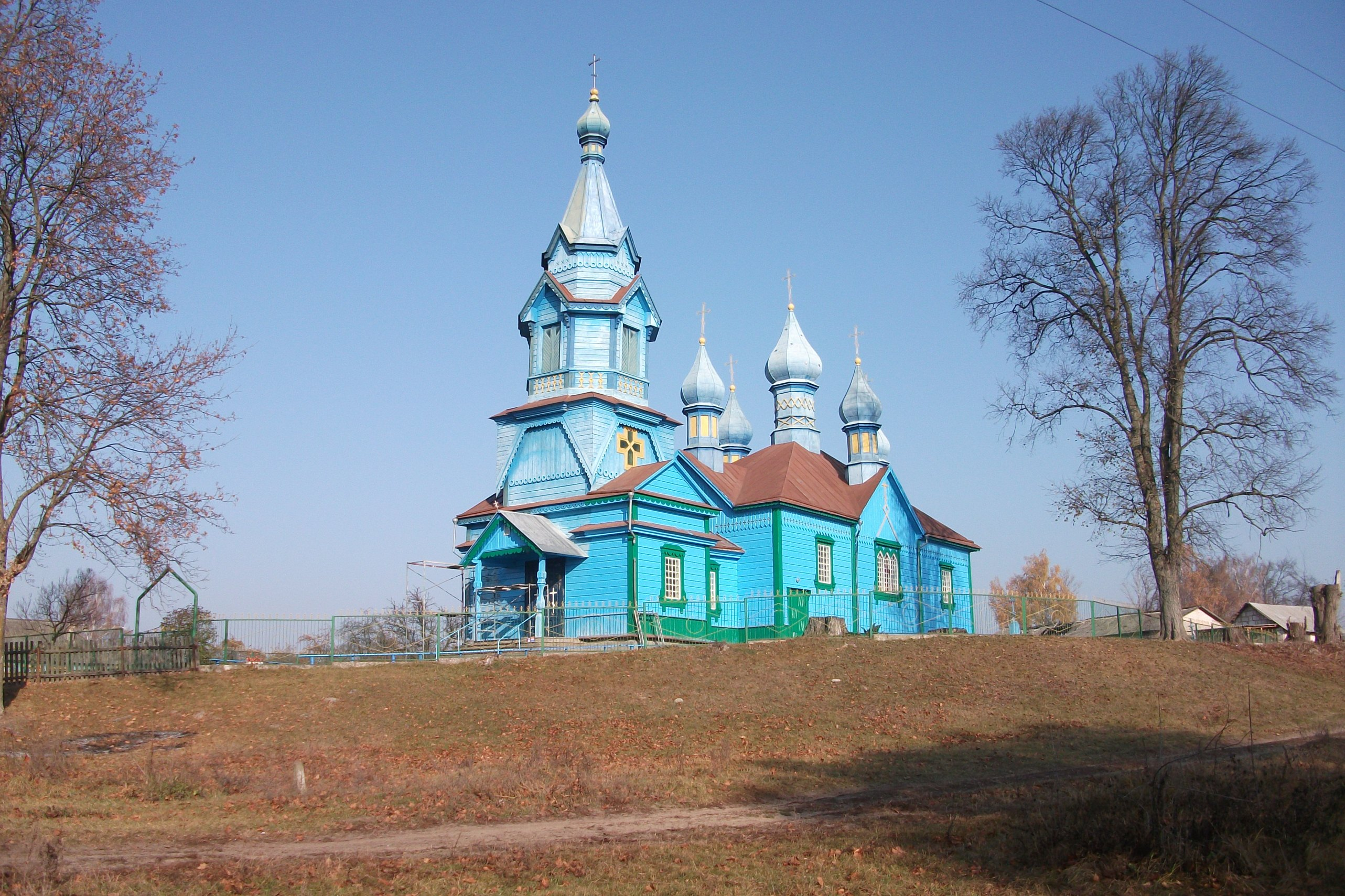
Cerkiew św. Paraskiewy Piatnicy (XIX/XX w.)

Mikołajewo (biał. Мікалаева, ros. Николаево) – wieś na Białorusi, w rejonie kamienieckim obwodu brzeskiego, w sielsowiecie Wojska.
Znajduje się tu parafialna cerkiew prawosławna pw. św. Paraskiewy.

## Geografia
Miejscowość położona na lewym brzegu Krywuli, niedaleko jej ujścia do Leśnej; 4 km na zachód od Kamieńca, 41 km na północ od Brześcia, 26 km na wschód od najbliższej stacji kolejowej w Wysokiem na linii Brześć – Białystok. 
Sąsiednie miejscowości to Żylicze (na zachodzie), Zawadkowicze (na północnym wschodzie), Muryny Małe (na południowym wschodzie) oraz Lipna (na południowym zachodzie). 
Ok. 1 km na północny wschód od Mikołajewa biegnie droga republikańska R102: Wysokie – Kobryń.

## Historia
W XIX w. wieś znajdowała się w zaborze rosyjskim, w guberni grodzieńskiej, w powiecie brzeskim.
W okresie międzywojennym Mikołajewo należało do gminy Kamieniec Litewski w powiecie brzeskim województwa poleskiego II Rzeczypospolitej. 
Po agresji ZSRR na Polskę Mikołajewo znalazło się w BSRR.
Od 1991 r. – w niepodległej Białorusi.